# Alexander Graham Cairns-Smith
Alexander Graham Cairns-Smith nació el 24 de noviembre de 1931 en Kilmarnock, Reino Unido. Fue un químico orgánico y un biólogo molecular en la Universidad de Glasgow. Es conocido por su libro controversial Siete pistas sobre el origen de la vida (1986).
El libro popularizó una hipótesis que empezó a desarrollar a mediados de los años 60s—que la replicación propia de los cristales de arcilla en disolución puede proporcionar un paso intermedio entre materia biológicamente inerte y vida orgánica. También inspiró la formulación de ideas acerca de la evolución química, incluyendo el experimento de Miller y Urey y la hipótesis del mundo de ARN que han tenido un papel importante a la hora de entender los orígenes de la vida.
Graham Cairns-Smith también publicó acerca de la evolución de la conciencia, en su libro Evolving the Mind (1996), favoreciendo el rol de la mecánica cuántica en el pensamiento humano.
Gracias a su teoría de la arcilla recibió el FSRE (Fellow of the Royal Society of Edinburgh), siendo reconocido por el club de la real sociedad de Edimburgo. Graham Cairns-Smith falleció el 26 de agosto de 2016 en Glasgow.

## Teoría de la arcilla
La teoría de la arcilla es una hipótesis sobre el origen de la vida formulada en el año 1985 por Graham Cairns-Smith en la cual se manifiesta que la vida se originó en un sustrato sólido, fundamentándose en la capacidad que tienen los cristales de arcilla de crecer y replicarse. Estos cristales serían lo suficientemente complejos como para progresar y evolucionar en forma parecida a la vida (aunque no se ha detectado ningún componente arcilloso en algún organismo vivo). Estas arcillas pudieron tener la capacidad de mejorar sus aptitudes reproductivas, desarrollando así, cierta capacidad para atraer o sintetizar compuestos orgánicos como ácidos nucleicos o proteínas.
Peggy Rigou, químico del Instituto Nacional de Investigación Agronómica de EE.UU de Francia, descubrió la capacidad que tienen los priones de unirse a las partículas de arcilla y desprenderse de ellas cuando se cargan negativamente.
Gracias a este hallazgo, se cree que los priones pueden ser las primeras moléculas reproductoras, gracias a la arcilla.
En 2007, Kahr, publicó experimentos que demostraban que los cristales de arcilla funcionaban como fuente de información transferible. El experimento consistía en usar cristales de ftalato de potasio hidrogenado con deformaciones como cristales «madre». Estos cristales fueron cortados y añadidos a una disolución como semillas, para criar cristales «hijos».
Una vez creados los cristales hijos, se pudo observar que los cristales «hijos» tienen las mismas deformaciones que los cristales «madre».

## Distinciones
- FSRE (Fellow of the Royal Society of Edinburgh)